# Écologie spatiale
L’écologie spatiale est l'étude de la manière dont la configuration spatiale d'un environnement influence la dynamique des populations d'organismes y vivant. L'étude de l'écologie spatiale est particulièrement importante pour la conservation de la biodiversité.
L'analyse spatiale exige généralement l'utilisation de bases de données grandes et complexes, avec des logiciels spécifiquement conçus pour des applications écologiques.[réf. nécessaire]